# Shanthi Lekha
Shanthi Lekha, geb. Rita Irene Quyn, (Kalutara, 1 juli 1929 - 11 mei 2009) was een Sri Lankaans actrice.
Lekha startte haar carrière als danseres in voorstellingen met Dommie Jayawardena and Nona Subeda. Lekha kreeg haar eerste filmrol met Jayawardena in Sujatha (1953). Gekleed in badpak danste zij met Jayawardena op het liedje "Pem Rella Nagi". Ze kreeg nadien nog rollen in Warada Kageda, Radala Piliruwa en Dostara. In 1960 speelde Lekha haar eerste rol als moeder in Sandesaya. Zij zou deze rol nog in 350 films spelen. Zij kreeg verschillende filmonderscheidingen voor haar werk. Bij haar overlijden in mei 2009 was zij de oudste bekende Sri Lankaanse filmactrice.

## Filmografie
- Gamperaliya
- Uthumaneni
- Tun Man Handiya
- Eya Den Loku Lamayek
- Amal Biso
- Parithyagaya
- Hithawathiya
- Sasara Chethana
- Sakvithi Suwaya